# 22-й механизированный батальон
22-й механизированный батальон им. генерала Микулаша Маркуса (словац. 22. (dvacátý druhy) mechanizovaný prápor im. generála Mikuláša Markusa) — основное моторизованное подразделение словацкой армии входящее в состав 2-й механизированной бригады ВС Словакии. Батальон находится под непосредственным командованием Сухопутных войск Словакии, и располагается в городе Михаловце. Батальон назван в честь генерала дивизии и одного из лидеров Словацкого национального восстания Микулаша Маркуса. С 1 ноября 2012 года командиром батальона является подполковник Любомир Рапчо (словац.  pplk. Ľubomír Rapco).

## Задачи
Батальон является тактической единицей 2-й бригады: «основной задачей батальона участвовать в решении жизненно важных задач для защиты интересов государства и его союзников, всеми военными и невоенными угрозами», в сотрудничестве с Министерством внутренних дел также выполняет: «задачу по охране государственной границы, а также захватом и перемещение особо опасных лиц.»

## Вооружение
На вооружении батальона находятся БМП-1, БМП ОТ-90, миномёты vz. 97, автоматы Sa vz. 58 и другие виды вооружения.

## Структура
- Командование и штаб батальона (словац. veliteľstvo a štáb práporu)
- Батальонный лазарет (словац. práporné obväzisko)
- Рота боевого обеспечения (словац. rota bojového zabezpečenia)
- Рота боевой поддержки (словац. rota bojovej podpory)
  - Один взвод, усиленный 98-мм миномётами
  - Один противотанковый взвод, оснащённый бронетранспортёрами OT-90 с ПТРК типа «Конкурс»
  - Инженерный взвод (словац. ženijná čata)
- Три механизированные роты на боевых машинах пехоты BVP-2